# Уявлення про душу і тіло
«Уя́влення про ду́шу і ті́ло» (італ. La Rappresentazione di anima е di corpo) —  перша відома ораторія —  одна з перших опер, так звана «духовна опера», яка складається з передмови («Proemio») і трьох дій, італійського композитора Еміліо де Кавальєрі — на лібрето Аґостіно Манні. Прем'єра опери відбулася у лютому 1600 року в церкви Ораторії Санта-Марія-ін-Валлічелла. Вона є найбільш ранньою повністю збереженою оперою, а також першою надрукованою оперою.

## Персонажі
- Душа — сопрано
- Тіло — тенор
- Розум — альт
- Рада — тенор
- Час — тенор
- Насолода — альт
- 2 супутника Насолоди — тенор, баритон
- Ангел-хранитель — сопрано
- Світ — тенор
- Мирське життя — сопрано
- Проклята душа — тенор
- Блаженна душа — сопрано
- Небесний голос — сопрано
- Обережність — розмовна роль
- Розсудливість — баритон
- Хор: ангели, засуджені і благословенні душі, безіменний (4-8 голосний хор)
- Балет — свято в фіналі

## Сюжет
Час, Розум, Душа, Тіло і інші втілення сперечаються про сенс життя.

## Характеристика
«Уявлення про душу і тіло» — принципова спроба поєднання старовинної містерії з новим музичним стилем народженої опери. На відміну від світлих тонів і пасторальності перших творів флорентійців, тут римські моралі і релігійність, а «драма через музику» виглядає моралізаторством.
У творі «зовсім немає місця для сміху, та й грація незнайома автору. Але зате яка серйозність, яке мужнє, стримане хвилювання! Діалог грішної плоті, яку розривають мукою, і умиротворенням, що отримало рятування душі відрізняється рідкісною красою» (Роллан).
Як перша духовна опера«Уявлення про душу і тіло» закладає релігійну традицію не тільки римської школи — «Евмел» Агацца-рі (1606), «Святий Олексій» Ланді (1632) та ін. Його далекі відгомони — «Весталка» Спонтіні, «Йосип» Мегюля (обидва — 1807), «Норма» Белліні (1831), «Жидівка» Галеві (1835), «Гугеноти» (1836) і «Пророк» (1849) Меєрбера, «Самсон і Даліла» Сен-Санса (1877), в XX столітті — «Мойсей та Арон» Шенберга (1954) і «Святий Франциск Ассизький» Мессіана (1983).

## Видання
Перше видання було випущено незабаром після постановки видавцем Алессандро Гвідотті. Наступного разу вона була надрукована в ХХ столітті (1912 рік, Рим, під ред. Доменіко Алалеони).

## Постановки і записи
Майже чотири століття твір був в забутті.
Відомі поодинокі постановки 1-ї половини ХХ століття в Італії, Німеччині, США. У 1974 році в Кельні було зроблено запис «Уявлення про душу і тіло», виконаного під керівництвом Хансе-Мартіна Лінде солістами «Collegium Vocale Koeln».
У 2001 році поставлена в Брюсселі.